# Okraji Švice
V federalistični strukturi Švice je zvezna država (kanton) v svoji notranji ureditvi popolnoma svobodna. Obstajajo tudi različne organizacijske strukture in označbe ravni med kantonom in občino, ki morda tudi manjkajo. Pogosto se imenuje okrožje, v določenih kantonih tudi administrativna regija, administrativno okrožje (Verwaltungsregion), upravno okrožje (Verwaltungskreis), volilna enota (Wahlkreis), Amtei ali Amt, v francosko govorečem delu države se imenuje distrikt, v italijanskem delu države se imenuje distretto, v romanskem delu pa distrikt. Vodja okrožnega urada se imenuje okrožni upravitelj (Bezirksamtmann), okrožni komisar (Statthalter), guverner ali vladni guverner (Regierungsstatthalter).
Okraji so v glavnem namenjeni decentralizaciji kantonalne uprave in sodne organizacije, tudi strukturi sodišč. V kantonu Schwyz so okrožja glede na zgodovinski razvoj samostojni pravni subjekti s pravico pobiranja davkov in pogosto tudi z lastno deželno skupnostjo (Landsgemeinde). Podobno vlogo imajo tudi okrožja, v dobesednem prevodu krogi (Kreise; retoromansko circul ali italijansko circolo), kot npr. kanton Graubünden. V kantonu Appenzell Innerrhoden pa so v nasprotju s tem okraji najmanjše upravne enote ekvivalentne politični občini.
Vrstni red kantonov glede na 1. člen švicarske ustave.
Stanje 1. januar 2022
| kanton                 | upravna enota                                          | število |
| ---------------------- | ------------------------------------------------------ | ------- |
| Zürich                 | okraji                                                 | 12      |
| Bern                   | upravni okraji upravno okrožje administrativno okrožje | 26 10 5 |
| Luzern                 | amti                                                   | -*      |
| Uri                    | -                                                      | -       |
| Schwyz                 | okraji                                                 | 6       |
| Obwalden               | -                                                      | -       |
| Nidwalden              |                                                        | -       |
| Glarus                 | -                                                      | -       |
| Zug                    | -                                                      | -       |
| Freiburg               | okraji                                                 | 7       |
| Solothurn              | okraji amti                                            | -* 5    |
| Basel-Stadt            | -                                                      | -       |
| Basel-Landschaft       | Okraji                                                 | 5       |
| Schaffhausen           | -                                                      | -*      |
| Appenzell Ausserrhoden | -                                                      | -*      |
| Appenzell Innerrhoden  | okraji                                                 | -       |
| St. Gallen             | volilni okraji (Wahlkreise)                            | -*      |
| Graubünden             | okraji                                                 | 11      |
| Aargau                 | okraji                                                 | 11      |
| Thurgau                | okraji                                                 | 5       |
| Tessin                 | okraji okrožja                                         | 8 38    |
| Vaud                   | okraji                                                 | 10      |
| Valais (Wallis)        | okraji                                                 | 14      |
| Neuenburg              | distrikti                                              | -*      |
| Ženeva                 | -                                                      | -       |
| Jura                   | distrikti                                              | 3       |

-* Zvezni statistični urad (FSO) predvideva dodatne enote v teh kantonih, ki na splošno formalno nadaljujejo prejšnje okrožne strukture; glej naslednja kantonska poglavja. Vendar to niso okrožja v smislu kantonskega ustavnega prava.

## Nekdanji okraji Švice
- 1. September 2006 –
19. April 2008
- 20. april 2008 –
31. december 2008
- 1. januar 2009 –
31. december 2009
- 1. januar 2019 –
31. december 2021

## Nekdanji okraji in okrožja Švice
- 1. September 2006 –
19. April 2008
- 20. april 2008 –
31. december 2008
- 1. januar 2009 –
4. april 2009
- 18. april 2021 –
31. december 2021

## Opustitev in zmanjšanje števila okrajev v kantonih
Enajst od 26-ih kantonov je popolnoma opustilo delitev na okraje (v smislu vmesne upravne stopnje med kantoni in občinami):
Uri, Obwalden, Nidwalden, Glarus, Zug, penzell Innerrhoden, Basel-Stadt in Ženeva, Appenzell Ausserrhoden, Kanton Schaffhausen in Kanton St. Gallen
V ostalih kantonih je opustitev delitve na okraje še pod vprašajem, v nekaterih pa so se že odločili za zmanjšano število okrajev.

## Seznam švicarskih okrajev glede na kantone
(Vrstni red kantonov glede na švicarsko ustavo)

### Kanton Zürich
Kanton Zürich je razdeljen na 12 okrajev:
| okraji      | prebivalstvo (dec. 2023) | površina v km² | sedež              | št. občin |
| ----------- | ------------------------ | -------------- | ------------------ | --------- |
| Affoltern   | 57.801                   | 113,01         | Affoltern am Albis | 14        |
| Andelfingen | 32.732                   | 166,64         | Andelfingen        | 20        |
| Bülach      | 164.131                  | 185,19         | Bülach             | 22        |
| Dielsdorf   | 95.157                   | 152,73         | Dielsdorf          | 22        |
| Dietikon    | 97.713                   | 60,06          | Dietikon           | 11        |
| Hinwil      | 100.857                  | 179,53         | Hinwil             | 11        |
| Horgen      | 131.202                  | 104,16         | Horgen             | 12        |
| Meilen      | 108.710                  | 84,63          | Meilen             | 11        |
| Pfäffikon   | 63.033                   | 163,55         | Pfäffikon          | 10        |
| Uster       | 139.914                  | 112,35         | Uster              | 10        |
| Winterthur  | 180.269                  | 251,75         | Winterthur         | 19        |
| Zürich      | 433.989                  | 87,93          | Zürich             | 1         |
| skupaj (12) | 1.605.508                | 1728,94        | Zürich             | 160       |

Površina kantona Zürich je 1660,83 km², plus površina jezera 68,11 km², kar pomeni skupno površino 1728,94 km² (Greifensee 8,30 km², Züriško jezero 59,81 km²). Jezero Pfäffikersee meri 3,30 km², sedem drugih vodnih teles skupaj meri 1,22 km².
Glej tudi: Občine kantona Zürich.
- Bezirke des Kantons Zürich bis 31. Dezember 1985
- Bezirke des Kantons Zürich bis 30. Juni 1989

- Do 31. decembra 1985 je občina Zollikon spadala pod okraj Zürich.
- Do 30. junija 1989 je 11 občin današnjega okraja Dietikon spadalo pod okraj Zürich.
- Zaradi zamenjave zemljišč 1. januarja 2013 iz zaselka »Obere Hueb« v občini Buch am Irchel v Neftenbach se je površina 0,05 km² spremenila iz okrožja Andelfingen v okrožje Winterthur.

### Kanton Bern
Od 1. januarja 2010 je Kanton Bern razdeljen na pet upravnih regij in deset upravnih okrožij. Ti so v členu 39a Zakona o organizaciji vladnega sveta in uprave (organizacijski zakon) navedeni kot "navadne decentralizirane upravne enote kantona". Z reformo decentralizirana uprava, ki je bila odobrena na referendumu 24. septembra 2006 z večino 58,3 %, so upravna okrožja, ustanovljena pred približno 200 leti, izgubila svojo praktično funkcijo. Glede na načrtovan prenos občine Moutier na Kanton Jura s 1. januarjem 2026 bodo v skladu z referendum z dne 22. septembra 2024 vsa administrativna okrožja Kantona Bern konec leta 2025 ukinjena.
| administrativno okrožje | upravno okrožje          | prebivalstvo (dec. 2023) | Površina in km2 | sedež               | Število občin 1. januar 2024 |
| ----------------------- | ------------------------ | ------------------------ | --------------- | ------------------- | ---------------------------- |
| Berner Jura             | Berner Jura              | 53.927                   | 541,72          | Courtelary          | 40                           |
| Bern-Mittelland         | Bern-Mittelland          | 425.694                  | 942,45          | Ostermundigen       | 74                           |
| Emmental-Oberaargau     | Emmental                 | 99.561                   | 690,41          | Langnau im Emmental | 39                           |
| Emmental-Oberaargau     | Oberaargau               | 84.643                   | 330,83          | Wangen an der Aare  | 43                           |
| Oberland                | Frutigen-Niedersimmental | 41.420                   | 773,63          | Frutigen            | 13                           |
| Oberland                | Interlaken-Oberhasli     | 48.753                   | 1229,31         | Interlaken          | 28                           |
| Oberland                | Obersimmental-Saanen     | 16.788                   | 574,87          | Saanen              | 7                            |
| Oberland                | Thun                     | 109.442                  | 321,98          | Thun                | 30                           |
| Seeland                 | Biel/Bienne              | 105.061                  | 97,66           | Biel/Bienne         | 19                           |
| Seeland                 | Seeland                  | 78.244                   | 337,10          | Aarberg             | 42                           |
| Total (5)               | Total (10)               | 1.063.533                | 5958,50         | Bern                | 335                          |

Površina kantona Bern je 5.839,53 km². Poleg tega je delež jezerskega območja 118,98 km² (Tunsko jezero 47,85 km², Brienško jezero 29,77 km², delež: Bielsko jezero 39,17 km² in Neuchâtelsko jezero 2,19 km²). Tako je skupna površina kantona Bern 5.958,51 km².
Glej tudi: Občine kantona Bern
Do 31. decembra 2009 je 26 upravnih okrožij (district) sestavljalo decentralizirane upravne enote kantona. Čeprav obstajajo še danes v skladu z organizacijskim zakonom, jim je praktično funkcijo dodelil le zakon o posebnem statutu Bernske jure in o francosko govoreči manjšini dvojezičnega upravnega okrožja Biel (Zakon o posebnem statutu), tako da upravna okrožja Bernske jure še naprej tvorijo volilne enote za volitve Sveta Bernske jure (BJR).
| Okrožje         | Št. prebivalcev (2008) | Površina in km² | sedež               | število občin |
| --------------- | ---------------------- | --------------- | ------------------- | ------------- |
| Aarberg         | 33.908                 | 152,70          | Aarberg             | 12            |
| Aarwangen       | 41.526                 | 154,00          | Aarwangen           | 24            |
| Bern            | 238.069                | 233,50          | Bern                | 13            |
| Biel            | 51.707                 | 25,30           | Biel/Bienne         | 2             |
| Büren           | 22.226                 | 87,70           | Büren an der Aare   | 14            |
| Burgdorf        | 45.783                 | 204,60          | Burgdorf BE         | 24            |
| Courtelary      | 22,262                 | 265.82          | Courtelary          | 18            |
| Erlach          | 10,734                 | 84.70           | Erlach              | 12            |
| Fraubrunnen     | 38,895                 | 123.50          | Fraubrunnen         | 27            |
| Frutigen        | 18,581                 | 489.20          | Frutigen            | 7             |
| Interlaken      | 38,156                 | 680.51          | Interlaken          | 23            |
| Konolfingen     | 57,249                 | 213.50          | Schlosswil          | 30            |
| Laupen          | 14,482                 | 87.90           | Laupen              | 11            |
| Moutier         | 22,954                 | 216.11          | Moutier             | 26            |
| La Neuveville   | 6140                   | 59,02           | La Neuveville       | 5             |
| Nidau           | 40.728                 | 88,10           | Nidau               | 25            |
| Niedersimmental | 21,705                 | 305.50          | Wimmis              | 9             |
| Oberhasli       | 7843                   | 551.00          | Meiringen           | 6             |
| Obersimmental   | 8005                   | 334.10          | Blankenburg         | 4             |
| Saanen          | 8640                   | 240.90          | Saanen              | 3             |
| Schwarzenburg   | 10,002                 | 157.20          | Schwarzenburg       | 4             |
| Seftigen        | 36.739                 | 189,40          | Belp                | 25            |
| Signau          | 24.222                 | 320,10          | Langnau im Emmental | 9             |
| Thun            | 92.363                 | 267,00          | Thun                | 26            |
| Trachselwald    | 23.327                 | 191,30          | Trachselwald        | 10            |
| Wangen          | 26.736                 | 151,40          | Wangen an der Aare  | 23            |
| skupaj (26)     | 962.982                | 5874,06         | Bern                | 392           |

### Kanton Luzern
Kanton Luzern je razdeljen v 5 volilnih okrajev:

Stanje: 01.januar 2025
| amt          | prebivalstvo (december 2007) | površina v km² | sedež      | št. občin |
| ------------ | ---------------------------- | -------------- | ---------- | --------- |
| Entlebuch    | 23.969                       | 424,59         | Schüpfheim | 9         |
| Hochdorf     | 76.685                       | 177,37         | Hochdorf   | 13        |
| Luzern Land  | 110.302                      | 187,57         | Luzern     | 16        |
| Luzern-Stadt | 85.534                       | 29,11          | Luzern     | 1         |
| Sursee       | 78.957                       | 273,07         | Sursee     | 19        |
| Willisau     | 57.297                       | 337,42         | Willisau   | 21        |
| skupaj (5)   | 432.744                      | 1493,52        | Luzern     | 79        |

Glej tudi: Občine kantona Luzern
Leta 2007 so s sprejeto novo kantonsko ustavo odpravili amt-e.
Površina kantona Luzern je 1429,16 km². Površina jezera je 64,36 km² (jezero Sempach 14,39 km², jezero Baldegg 5,22 km², Luzernsko jezero 40,80 km², jezero Zug 2,43 km² in jezero Hallwil 1,52 km²). Skupna površina kantona je 1493,52 km².
Z novim zakonom o organizaciji sodišč iz leta 2010 so bili ustanovljeni tudi štirje sodni okraji, ki ne ustrezajo niti starim uradom niti volilnim okrajem.

### Kanton Uri
Kanton Uri ni razdeljen v okraje.

Glej tudi: Občine kantona Uri
Kanton Uri nima (političnih) okrajev; neposredno je razdeljena na 19 občin. Vendar pa ima v skladu z Zakonom o organizaciji sodišč dve sodni okrožji na ravni prve stopnje: sodno okrožje Uri in sodno okrožje Urseren.
Skupna površina kantona Uri je 1.057,32 km². Poleg tega je jezersko območje Luzernskega jezera veliko 19,22 km². Skupna površina kantona Uri je 1.076,54 km².

### Kanton Schwyz
Kanton Schwyz je razdeljen na šest okrožij, pri čemer okrožja Einsiedeln, Küssnacht in Gersau sestavljajo samo občine z istim imenom:
| okraji     | prebivalstvo (december 2023) | površina v km² | sedež                   | št. občin |
| ---------- | ---------------------------- | -------------- | ----------------------- | --------- |
| Einsiedeln | 16.464                       | 98,93          | Einsiedeln              | 1         |
| Gersau     | 2414                         | 14,35          | Gersau                  | 1         |
| Höfe       | 30.124                       | 37,61          | Wollerau / Pfäffikon SZ | 3         |
| Küssnacht  | 14.044                       | 29,38          | Küssnacht SZ            | 1         |
| March      | 46.101                       | 176,76         | Lachen                  | 9         |
| Schwyz     | 58.256                       | 494,31         | Schwyz                  | 15        |
| skupaj (6) | 167.403                      | 907,88         | Schwyz                  | 30        |

Glej tudi: Občine kantona Schwyz
Površina kantona Schwyz je 851,31 km². Območje jezera obsega 56,57 km² (Jezero Sihl 10,81 km², Züriško jezero 17,30 km², Luzernsko jezero 16,75 km² in Zugsko jezero 11,71 km²). Skupna površina kantona Schwyz je 907,88 km².

### Kanton Obwalden
Kanton Obwalden nima okrajev; neposredno je razdeljena na sedem občin. Njegova površina je 480,62 km². Površina jezera je 9,96 km² (jezero Sarner 7,39 km², jezero Luzern 2,57 km²). Skupna površina kantona Obwalden je 490,58 km².
Glej tudi: Občine kantona Obwalden

### Kanton Nidwalden
Kanton Nidwalden nima okrajev; neposredno je razdeljena na enajst občin. Površina je 241,34 km². Jezerska površina Luzernskega jezera je 34,51 km². Skupna površina kantona Nidwalden je 275,85 km².

Glej tudi: Občine kantona Nidwalden

### Kanton Glarus
Kanton Glarus nima okrajev; neposredno je razdeljen na tri občine. Površina je 680,68 km². Površina jezera Walen je 4,63 km². Skupna površina kantona Glarus je 685,31 km².

Glej tudi: Občine kantona Glarus

### Kanton Zug
Kanton Zug nima okrajev; neposredno je razdeljena na enajst občin. Površina je 207,15 km². Površina jezera je 31,58 km² (jezero Ägeri 7,28 km², jezero Zug 24,30 km²). Skupna površina kantona Zug je 238,73 km².

Glej tudi: Občine kantona Zug

### Kanton Freiburg
Kanton Freiburg je razdeljen na sedem okrožij. Zmanjšanje števila in reorganizacijo teh enot je državni svet leta 2010 zaradi regionalnega odpora razglasil za neuspešna.
Stanje 1. januar 2025
| okraji (nemško/francosko) | prebivalstvo (december 2023) | površina v km² | upravno središče   | št. občin |
| ------------------------- | ---------------------------- | -------------- | ------------------ | --------- |
| Broye                     | 35.865                       | 173.88         | Estavayer-le-Lac   | 18        |
| Glâne                     | 26.511                       | 168,66         | Romont             | 14        |
| Greyerz / Gruyère         | 61.441                       | 489.86         | Bulle              | 25        |
| Saane / Sarine            | 111.151                      | 217.75         | Freiburg           | 25        |
| See / Lac                 | 39.299                       | 145,85         | Murten             | 15        |
| Sense / Singine           | 46.081                       | 265,24         | Tafers             | 15        |
| Vivisbach / Veveyse       | 21.189                       | 134,31         | Châtel-Saint-Denis | 9         |
| skupaj (7)                | 341.537                      | 1672,43        | Freiburg           | 122       |

Površina jezera v kantonu Fribourg je 78,14 km² (jezero Gruyère 8,56 km², jezero Neuchâtel 55,19 km² in jezero Murten 14,39 km²). Skupna površina kantona Fribourg je 1.672,42 km².
¹ (francosko govoreče z edino nemško govorečo občino Jaun)
- Okrožja kantona Freiburg do 1999
- Okrožja kantona Freiburg do 2021

- Zaradi združitve občin Corsalettes in Grolley 1. januarja 2000 se je območje nekdanje občine Corsalettes spremenilo iz okrožja See v okrožje Sarine.
- Zaradi združitve občine Clavaleyres z Murtenom 1. januarja 2022 se bo območje nekdanje občine Clavaleyres spremenilo iz kantona Bern v kanton Fribourg.

Glej tudi: Občine kantona Freiburg

### Kanton Solothurn
Kanton Solothurn je razdeljen na deset okrožij, ki so združena v pet Amtei. Od leta 2005 so za upravne namene pomembna le okrožja; okraji imajo le statistično funkcijo.
Stand: 1. Januar 2024
| okraji      | prebivalstvo (december 2023) | površina v km² | sedež        | št. občin | amtei                 |
| ----------- | ---------------------------- | -------------- | ------------ | --------- | --------------------- |
| Bucheggberg | 8190                         | 62,68          | Mühledorf    | 7         | Bucheggberg-Wasseramt |
| Dorneck     | 21.175                       | 74,70          | Dornach      | 11        | Dorneck-Thierstein    |
| Gäu         | 23.076                       | 62.05          | Oensingen    | 8         | Thal-Gäu              |
| Gösgen      | 25.711                       | 68.67          | Niedergösgen | 10        | Olten-Gösgen          |
| Lebern      | 47.838                       | 117.17         | Grenchen     | 15        | Solothurn-Lebern      |
| Olten       | 58.036                       | 80.57          | Olten        | 15        | Olten-Gösgen          |
| Solothurn   | 16.855                       | 6.28           | Solothurn    | 1         | Solothurn-Lebern      |
| Thal        | 15.385                       | 139.4+         | Balsthal     | 8         | Thal-Gäu              |
| Thierstein  | 15.342                       | 102.27         | Breitenbach  | 12        | Dorneck-Thierstein    |
| Wasseramt   | 55.236                       | 76.67          | Kriegstetten | 19        | Bucheggberg-Wasseramt |
| skupaj (10) | 286.844                      | 790,46         | Solothurn    | 106       |                       |

- Preimenovanje okrajev Balsthal-Gäu v Gäu, Balsthal-Thal v Thal in Kriegstetten v Wasseramt.

Glej tudi: Občine kantona Solothurn

### Kanton Basel-Stadt
Kanton Basel-Stadt ni razdeljen na okrožja, ampak na tri občine. Skupna površina kantona Basel-Stadt je 36,95 km².
Do leta 1889 sta bila v kantonu Basel-Stadt le dva okraja: mestno jedro z okolico (Basel) in deželni okraj z občinami Kleinhüningen, Riehen in Bettingen BS|Bettingen. 
Glej tudi: Občine kantona Basel-Stadt

### Kanton Basel-Landschaft
Kanton Basel-Landschaft je razdeljen na pet okrožij:
| okrožje    | Št. prebivalcev december 2023 | Površina in km² | sedež      | št. občin |
| ---------- | ----------------------------- | --------------- | ---------- | --------- |
| Arlesheim  | 160.612                       | 96,22           | Arlesheim  | 15        |
| Laufen     | 21.091                        | 89,56           | Laufen     | 13        |
| Liestal    | 63.597                        | 85,86           | Liestal    | 14        |
| Sissach    | 37.163                        | 141,04          | Sissach    | 29        |
| Waldenburg | 16.374                        | 104,99          | Waldenburg | 15        |
| Total (5)  | 298.837                       | 517,67          | Liestal    | 86        |

- Okraji kantona Basel-Landschaft do 31. decembra 1993

- Preden je Laufental 1. januarja 1994 postal del kantona Basel-Landschaft, je okrožje Laufen pripadalo kantonu Bern.
- O razdelitvi okrožja Arlesheim na okrožje Birstal in okrožje Birsigtal so razpravljali v devetdesetih letih prejšnjega stoletja; Je daleč najbolj naseljeno okrožje. Da pa spodnji del kantona ne bi dobil večje teže, se zadeva ni nadaljevala.

Glej tudi: Občine kantona Basel-Landschaft

### Kanton Schaffhausen
Kanton Schaffhausen ni razdeljen v okraje.

Julija 1999 so bile okrožne uprave v kantonu ukinjene. Sama ozemlja okrajev pa so ostala kot statistične enote. Volilne enote za kantonski svet, ki veljajo od leta 2003, večinoma niso enake tem: Schaffhausen, Klettgau, Neuhausen, Reiat, Stein in Buchberg-Rüdlingen.
Stand 1. Januar 2013
| Okrožje       | Št. prebivalcev januar 2023 | Površina in km² | Št. občin |
| ------------- | --------------------------- | --------------- | --------- |
| Oberklettgau  | 5233                        | 31,88           | 3         |
| Reiat         | 9503                        | 39,33           | 5         |
| Schaffhausen  | 58.001                      | 105,73          | 7         |
| Schleitheim   | 3188                        | 43,63           | 3         |
| Stein         | 5990                        | 30,98           | 4         |
| Unterklettgau | 5196                        | 46,61           | 4         |
| Total (6)     | 87'111                      | 298,42          | 26        |

Površina kantona Schaffhausen je 298,16 km², površina jezera je 0,26 km² (= del Bodenskega jezera). Skupna površina kantona Schaffhausen je 298,42 km².
Glej tudi: Občine kantona Schaffhausen.

### Kanton Appenzell Ausserrhoden
Kanton Appenzell Ausserrhoden ni razdeljen na okraje.

Leta 1995 so bile v kantonu ukinjene okrajne uprave. Sama okrožja pa so ostala kot statistične enote.
| Okrožje    | Št. prebivalcev januar 2023 | Površina in km² | Št. občin |
| ---------- | --------------------------- | --------------- | --------- |
| Hinterland | 24.668                      | 136,16          | 7         |
| Mittelland | 17.930                      | 60,27           | 5         |
| Vorderland | 13.897                      | 46,41           | 8         |
| Total (3)  | 56.495                      | 242,84          | 20        |

Glej tudi: Občine kantona Appenzell Ausserrhoden

### Kanton Appenzell Innerrhoden
Kanton Appenzell Innerrhoden ima dva dela, notranji (sestavlja glavni del kantona) in zunanji (identičen okrožju Oberegg). Ti opravljajo naloge, ki so v drugih kantonih deloma dodeljene občinam in deloma okrožjem. Okrožno sodišče in organ za dediščino, ki ga poznajo na primer drugi kantoni, sta dodeljena regijam; So tudi imetniki občinskega državljanstva:
- Innerer Landesteil
- Äusserer Landesteil

- Regije kantona Appenzell Innerrhoden

Okraji v kantonu Appenzell Innerrhoden ustrezajo političnim občinam drugih kantonov in so najnižja upravna enota. Innerrhoden je razdeljen na 5 okrožij:
| Okrožje        | Št. prebivalcev (december 2023) | Površina in km² |
| -------------- | ------------------------------- | --------------- |
| Appenzell      | 6009                            | 16,88           |
| Gonten         | 1464                            | 24,73           |
| Oberegg        | 1931                            | 14,61           |
| Schlatt-Haslen | 1121                            | 17,93           |
| Schwende-Rüte  | 6060                            | 98,33           |
| Total (5)      | 16.585                          | 172,48          |

Glej tudi: Okrožja kantona Appenzell Innerrhoden

### Kanton St. Gallen
Kanton St. Gallen je od leta 2003 razdeljen na osem volilnih enot. Čeprav te ne služijo decentralizaciji kantonalne uprave, jih upravlja Zvezni statistični urad v smislu okrožij.
| volilni okraji | prebivalstvobr />(december 2023) | površina v km² | št. občin |
| -------------- | -------------------------------- | -------------- | --------- |
| Rheintal       | 77.977                           | 138,94         | 13        |
| Rorschach      | 45.321                           | 50.46          | 9         |
| Sarganserland  | 43.837                           | 517.78         | 8         |
| See-Gaster     | 71.692                           | 245,91         | 10        |
| St. Gallen     | 126.137                          | 157.67         | 9         |
| Toggenburg     | 48.791                           | 488.59         | 10        |
| Werdenberg     | 42.201                           | 206.51         | 6         |
| Wil            | 79.158                           | 145,24         | 10        |
| skupaj (8)     | 535.114                          | 2028,20        | 75        |

Površina kantona St. Gallen je 1.951,09 km², površina jezer je 79,67 km² (Bodensko jezero 49,25 km², Walensko jezero 19,48 km², Züriško jezero 10,94 km²). Skupna površina kantona St. Gallen je 2.030,76 km².
Glej tudi: Občine kantona St. Gallen

### Kanton Graubünden
Kanton Graubünden je razdeljen v 11 okrajev. Povečini se njihova ozemlja ujemajo z naravnimi geografskimi predeli. Ti okraji so nadalje razdeljeni v 39 okrožij (Kreise).
Stanje: 01.01.2009
| okraji          | prebivalstvo (december 2007) | površina v km² | št. občin | okrožja (»Kreise«)                                      |
| --------------- | ---------------------------- | -------------- | --------- | ------------------------------------------------------- |
| Albula          | 8249                         | 693.47         | 22        | Alvaschein, Belfort, Bergün, Surses                     |
| Bernina         | 4648                         | 237.30         | 2         | Brusio, Poschiavo                                       |
| Hinterrhein     | 12'415                       | 617.63         | 32        | Avers, Domleschg, Rheinwald, Schams, Thusis             |
| Imboden         | 17'902                       | 203.81         | 7         | Trins, Rhäzüns                                          |
| Inn             | 9411                         | 1196.56        | 13        | Ramosch, Sur Tasna, Suot Tasna, Val Müstair             |
| Landquart       | 23'441                       | 193.23         | 10        | Maienfeld, Fünf Dörfer                                  |
| Maloja          | 18'035                       | 973.61         | 16        | Bergell, Oberengadin                                    |
| Moësa           | 7778                         | 496.03         | 17        | Calanca, Misox, Roveredo                                |
| Plessur         | 38'819                       | 266.75         | 14        | Chur, Churwalden, Schanfigg                             |
| Prättigau/Davos | 25'926                       | 853.40         | 15        | Davos, Jenaz, Klosters, Küblis, Luzein, Schiers, Seewis |
| Surselva        | 22'138                       | 1373.54        | 42        | Cadi / Disentis, Ilanz, Lumnezia/Lugnez, Ruis, Safien   |
| skupaj (11)     | 188'762                      | 7105.33        | 190       |                                                         |

- Okraji kantona Graubünden do leta 2000
- Okraji kantona Graubünden do leta 2008

- 1. januarja 2001 sta se združila okraja Glenner in Vorderrhein, okrožje Safien (okraja Heinzenberg) se je pridružilo okraju Surselva, ostali dve okrožji okraja Heinzenberg sta se pridružila okraju Hinterrhein, okraj Val Müstair pa je prešel pod okraj Inn.
- Z združitvijo občin Davos in Wiesen 1. januarja 2009 se je spremenila površina nekdanje občine Wiesen GR (29.58 km2) iz okraja Albula v okraj Prättigau/Davos.

Glej tudi: Občine kantona Graubünden

### Kanton Aargau
Aargau je razdeljen v 11 okrajev:
Stanje: 1. januar 2024
| okraji      | prebivalstvo (december 2023) | površina v km² | sedež         | št. občin |
| ----------- | ---------------------------- | -------------- | ------------- | --------- |
| Aarau       | 83.873                       | 104.49         | Aarau         | 12        |
| Baden       | 152.157                      | 153,09         | Baden         | 25        |
| Bremgarten  | 82.962                       | 117.47         | Bremgarten AG | 22        |
| Brugg       | 52.358                       | 130,07         | Brugg         | 20        |
| Kulm        | 45.792                       | 97.27          | Unterkulm     | 16        |
| Laufenburg  | 36.542                       | 171,78         | Laufenburg    | 17        |
| Lenzburg    | 69.058                       | 98.10          | Lenzburg      | 20        |
| Muri        | 39.234                       | 138,95         | Muri AG       | 19        |
| Rheinfelden | 49.408                       | 111,86         | Rheinfelden   | 14        |
| Zofingen    | 78.037                       | 142,01         | Zofingen      | 17        |
| Zurzach     | 37.473                       | 130,01         | Bad Zurzach   | 15        |
| skupaj (11) | 726.894                      | 1403,80        | Aarau         | 197       |

Površina kantona Aargau je 1.395,11 km², površina jezera je 8,69 km² (Jezero Hallwil). Skupna površina kantona je torej 1403,80 km².
- Zaradi združitve občin Hottwil, Etzgen, Mettau, Oberhofen (AG) in Wil (AG) 1. januarja 2010 se je območje nekdanje občine Hottwil (4,16 km²) spremenilo iz okrožja Brugg v okrožje Laufenburg.
- Zaradi združitve občin Bözen, Effingen, Elfingen in Hornussen (AG) s 1. januarjem 2022 bo območje nekdanje občine Bözen, Effingen in Elfingen prešlo iz okrožja Brugg v okrožje Laufenburg.

Glej tudi: Občine kantona Aargau

### Kanton Thurgau
Od 1. januarja 2011 je kanton Thurgau razdeljen na samo pet okrožij:
Stanje 
| okraji      | prebivalstvo (december 2023) | površina v km² | sedež       | št. občin |
| ----------- | ---------------------------- | -------------- | ----------- | --------- |
| Arbon       | 60.993                       | 89,07          | Arbon       | 12        |
| Frauenfeld  | 72.549                       | 279,63         | Frauenfeld  | 23        |
| Kreuzlingen | 52.190                       | 129,17         | Kreuzlingen | 14        |
| Münchwilen  | 50.099                       | 138,19         | Münchwilen  | 13        |
| Weinfelden  | 59.389                       | 227,08         | Weinfelden  | 18        |
| skupaj (8)  | 295.220                      | 994,33         | Frauenfeld  | 80        |

Površina kantona Thurgau je 863,11 km², površina Bodenskega jezera pa 128,66 km². Skupna površina kantona Thurgau je 991,77 km².
Glej tudi: občine kantona Thurgau.

### Kanton Tessin
Kanton Tessin (Repubblica e Cantone Ticino) je razdeljen na osem okrožij (distretti), ta pa na 38 krogov (circoli; danes le okrožja mirovnih sodnikov):
Od: 6. aprila 2025
| Okraj / distretto | prebivalstvo (december 2023) | površina v km² | sedež      | št. občin | okrožja                                                                                                 |
| ----------------- | ---------------------------- | -------------- | ---------- | --------- | --- |
| Bellinzona        | 57.616                       | 226,33         | Bellinzona | 6         | Bellinzona, Ticino, Giubiasco                                                                           |
| Blenio            | 5595                         | 360.58         | Acquarossa | 3         | Malvaglia, Acquarossa, Olivone                                                                          |
| Leventina         | 8680                         | 479,53         | Faido      | 8         | Giornico, Faido, Quinto, Airolo                                                                         |
| Locarno           | 64.597                       | 550,78         | Locarno    | 19        | Locarno, Isole, Onsernone, Gambarogno, Melezza, Navegna, Verzasca                                       |
| Lugano            | 154.448                      | 307,95         | Lugano     | 43        | Lugano, Ceresio, Carona, Magliasina, Agno, Sessa, Sonvico, Vezia, Breno, Pregassona, Capriasca, Taverne |
| Mendrisio         | 50.352                       | 100,76         | Mendrisio  | 11        | Mendrisio, Balerna, Caneggio, Stabio, Riva San Vitale                                                   |
| Riviera           | 10.398                       | 145,62         | Biasca     | 2         | Riviera                                                                                                 |
| Vallemaggia       | 6034                         | 569,39         | Cevio      | 8         | Rovana, Maggia, Lavizzara                                                                               |
| skupaj (8)        | 357.720                      | 2812,16        | Bellinzona | 100       | |

Površina kantona Ticino je 2741,03 km², površina jezera je 71,17 km² (Lugansko jezero 29,80 km², jezero Maggiore 41,37 km²). Skupna površina kantona Ticino je 2.812,20 km².
Glej tudi: občine kantona Tessin

### Kanton Vaud
„Loi sur le découpage territorial (LDecTer) du 30 mai 2006“ (Zakon o teritorialni organizaciji z dne 30. maja 2006) je začel veljati 1. septembra 2006. Prvič je bil uporabljen za volitve v Veliki svet leta 2007. Od tega trenutka naprej je v kantonu Vaud le 10 okrožij (francosko: okrožja) in okrajni ravni se ukine brez zamenjave.
Okrožja kantona Vaud od julija 2016
Struktura od 1. septembra 2006
Od: 1. julija 2021
| okraji / distrikti    | prebivalstvo (december 2023) | površina v km² | sedež             | št. občin |
| --------------------- | ---------------------------- | -------------- | ----------------- | --------- |
| Aigle                 | 49.221                       | 434,99         | Aigle             | 15        |
| Broye-Vully           | 47.068                       | 259,45         | Payerne           | 31        |
| Gros-de-Vaud          | 48.086                       | 232,20         | Echallens         | 36        |
| Jura-Nord vaudois     | 95.924                       | 701,13         | Yverdon-les-Bains | 73        |
| Lausanne              | 173.676                      | 65.14          | Lausanne          | 6         |
| Lavaux-Oron           | 65.125                       | 140,00         | Cully             | 16        |
| Morges                | 88.378                       | 373,10         | Morges            | 56        |
| Nyon                  | 107.084                      | 307,38         | Nyon              | 47        |
| Ouest lausannois      | 82.535                       | 26.34          | Renens            | 8         |
| Riviera-Pays-d'Enhaut | 88.773                       | 282.92         | Vevey             | 12        |
| skupaj (10)           | 845.870                      | 3212,02        | Lausanne          | 300       |

Površina kantona je 2821,09 km². Površina jezera v kantonu Vaud je 390,93 km² (Lac de Joux 8,79 km², deli: Ženevsko jezero/Léman 297,83 km², Neuchâtelsko jezero/Lac de Neuchâtel 75,99 km² in Murtensko jezero/Lac de Morat 8,32 km²). Skupna površina kantona Vaud je 3212,01 km².
- Zaradi združitve občine Chanéaz z drugimi občinami v občino Montanaire 31. decembra 2012 se bo območje nekdanje občine Chanéaz spremenilo iz okrožja Jura-Nord vaudois v okrožje Gros-de-Vaud.
- Zaradi združitve občine Carrouge z drugimi občinami v občino Jorat-Mézières 30. junija 2016 bo območje nekdanje občine Carrouge preneseno iz okrožja Broye-Vully v okrožje Lavaux-Oro

Glej tudi: Občine kantona Vaud

### Kanton Valais
Kanton Valais je razdeljen na 13 okrožij, pri čemer je okrožje Raron od leta 1987 sestavljeno iz dveh pol-okrožij. Vsako okrožje Valais vodita prefekt in podprefekt.[4] Od 1. januarja 2017.
Stanje: 01.01.2009
| okraji (nemško/francosko)                       | prebivalstvo (december 2023) | površina v km² | sedež             | št. občin |
| ----------------------------------------------- | ---------------------------- | -------------- | ----------------- | --------- |
| Brig / Brigue                                   | 28.713                       | 434,20         | Brig-Glis         | 7         |
| Gundis / Conthey                                | 30.873                       | 234,20         | Conthey           | 5         |
| Entremont                                       | 16.169                       | 632,97         | Sembrancher       | 5         |
| Goms / Conches                                  | 4426                         | 589,20         | Münster-Geschinen | 8         |
| Ering / Hérens                                  | 11.455                       | 466,19         | Evolène           | 6         |
| Leuk / Loèche                                   | 13.317                       | 335,26         | Leuk              | 12        |
| Martinach / Martigny                            | 52.410                       | 263.37         | Martigny          | 10        |
| Monthey                                         | 50.414                       | 256,78         | Monthey           | 9         |
| Westlich Raron Östlich-Raron / Rarogne oriental | 11.443                       | 398,34         | Mörel-Filet       | 11 6      |
| Saint-Maurice                                   | 14.708                       | 190,59         | Saint-Maurice     | 9         |
| Siders / Sierre                                 | 51.445                       | 418,39         | Sierre            | 10        |
| Sitten / Sion                                   | 50.795                       | 130,59         | Sion              | 5         |
| Visp / Viège                                    | 29.676                       | 863,96         | Visp              | 19        |
| skupaj (13)                                     | 365.844                      | 5224,64        | Sion              | 122       |

Ozemlje kantona Valais obsega 5.214,00 km², površina jezer je 10,60 km² (Ženevsko jezero/Lac Léman). Tako je skupna površina 5.224,60 km².
1. Januar 2017: Zaradi združitve občine Les Agettes s Sionom se občinsko območje Les Agettes spremeni iz okrožja Hérens v okrožje Sion.
Glej tudi: Občine kantona Valais

### Kanton Neuenburg
```
Do 31. decembra 2017 je bil 
kanton Neuenburg
 (kanton Neuchâtel) razdeljen na šest okrožij (
Predloga:FrS
), ki so pripadala štirim geografskim regijam. Slednji bodo s 1. januarjem 2018 tvorili vsak svojo volilno regijo, ki bo združena v eno volilno enoto in bo služila nadaljnjim statističnim namenom. Administrativnih nalog (od 1. 1. 2018) nimajo.
Stanje: 01. januar 2018
```

| distrikti (nemško/francosko) | prebivalstvo (december 2017) | površina v km² | sedež             | št. občin | regija                            |
| ---------------------------- | ---------------------------- | -------------- | ----------------- | --------- | --------------------------------- |
| Boudry                       | 40.701                       | 105.46         | Boudry            | 7         | Le Littoral (regija)              |
| La Chaux-de-Fonds            | 39.796                       | 92,99          | La Chaux-de-Fonds | 3         | Montagnes Neuchâteloises (Region) |
| Le Locle                     | 14.414                       | 143,74         | Le Locle          | 6         | Montagnes Neuchâteloises (Region) |
| Neuenburg / Neuchâtel        | 53.744                       | 80.02          | Neuenburg         | 6         | Le Littoral (Region)              |
| Val-de-Ruz                   | 17.411                       | 128.07         | Cernier           | 2         | Val-de-Ruz (regija)               |
| Val-de-Travers               | 11.898                       | 166.44         | Val-de-Travers    | 3         | Val-de-Travers (regija)           |
| skupaj (6)                   | 177.964                      | 716,72         | Neuenburg         | 27        |                                   |

Površina kantona Neuchâtel obsega 716,72 km², površina jezer je 85,44 km² (Neuchâtelsko jezero/Lac de Neuchâtel 84,91 km², Bielsko jezero 0,53 km²). Tako je skupna površina 802,16 km².
31. december 1850: Zaradi ločitve občine Les Eplatures od Le Locle se območje Les Eplatures spremeni iz okrožja Le Locle v okrožje La Chaux-de-Fonds.
Glej tudi: Občine kantona Neuenburg

### Kanton Ženeva (Genf)
Kanton Ženeva ni razdeljen na okrožja. Površina Ženevskega kantona obsega 245,82 km², površina jezer je 36,67 km² (Ženevsko jezero/Lac Léman). Tako je skupna površina 282,49 km².

Glej tudi: Občine Kantona Ženeva

### Kanton Jura
Kanton Jura je razdeljen v 3 distrikte:
Stanje: 1. januar 2024
| distrikti (nemško/francosko)   | prebivalstvo (december 2023) | površina v km² | sedež        | št. občin |
| ------------------------------ | ---------------------------- | -------------- | ------------ | --------- |
| Delsberg / Delémont            | 39.660                       | 303.18         | Delémont     | 19        |
| Freiberge / Franches-Montagnes | 10.531                       | 200.24         | Saignelégier | 12        |
| Pruntrut / Porrentruy          | 24.357                       | 335,09         | Porrentruy   | 19        |
| skupaj (3)                     | 74.548                       | 838,51         | Delémont     | 50        |

Po združitvi občin Epauvillers, Epiquerez, Montenol, Montmelon, Ocourt, Saint-Ursanne in Seleute 1. januarja 2009 v občino Clos du Doubs je bilo območje nekdanjih občin Epauvillers in Epiquerez dodeljeno okrožju Porrentruy.
- Okraji kantona Jura do leta 2008

Glej tudi: Občine Kantona Jura